# Kabinett Botha I
Das Kabinett Botha I bildete sich am 9. Oktober 1978, nachdem Balthazar Johannes Vorster als südafrikanischer Premierminister am 29. September zurückgetreten war und das Amt von Pieter Willem Botha übernommen wurde.

## Ausgangssituation
Am 30. November 1977 hatten landesweit Wahlen für das südafrikanische Parlament (House of Assembly) und für die Provinzräte (Provincial Council) stattgefunden. Mit Ausnahme der Provinz Natal, ging die Nasionale Party (NP) dabei in allen Vertretungen als starker Sieger hervor. Die Nasionale Party gewann 134 Parlamentssitze, was die höchste Anzahl war, die bis dahin eine Partei in Südafrika erreicht hatte.
Im Jahr 1977 kam es zu Umbildungen im südafrikanischen Parteiensystem, die durch den Zerfall der United Party (UP) ausgelöst wurden, wodurch die Progressive Federal Party (PFP), New Republic Party (NRP), South African Party (SAP) entstanden.
Premierminister Vorster hatte im Jahre 1977 eine Debatte über eine Verfassungsreform vorangetrieben, die die Wahl von Abgeordneten aus der Coloured-Bevölkerung und der indischstämmigen Bevölkerung einführen sollte und auf einen diesbezüglichen Vorschlag von Pieter Willem Botha als Parteivorsitzender im Jahre 1976 zurückgriff.
Nach dem Tod von Nicolaas Diederichs am 21. August 1978 wurde als Nachfolger im Amt des Staatspräsidenten der bisherige Präsident des Senats, Marais Viljoen gewählt. Der Senat (Senate Act of 1978) sollte mit der beabsichtigten Verfassungsreform abgeschafft werden.

## Wahl des Premierministers
Pieter Willem Botha, bis dahin Verteidigungsminister, standen im parteiinternen Nominierungsverfahren für das Amt des Premierministers drei Konkurrenten gegenüber. Noch vor den Abstimmungen zog S. P. Botha seine Kandidatur zurück. Zur Wahl traten nun noch Connie Mulder und Roelof Frederik Botha an. Im ersten Nominierungswahlgang innerhalb der NP-Fraktion entstand ein unklares Wahlergebnis (PW Botha 78 Stimmen, Mulder 72 Stimmen, RF Botha 22 Stimmen). Ein zweiter Wahlgang wurde erforderlich, wobei Außenminister Botha nicht mehr antrat und seine Unterstützung für den Verteidigungsminister erklärte. Pieter Willem Botha erreichte nun 98 Stimmen und Connie Mulder unterlag mit 74 Stimmen. Eine Meinungsumfrage unter der weißen Bevölkerung ergab allerdings, dass Außenminister Botha in der Öffentlichkeit als der weitaus beliebtere Kandidat galt.

## Kabinettszusammensetzung
Die nachfolgende Tabelle stellt die Zusammensetzung des Kabinetts nach Quellenlage von 1979 dar.
| Geschäftsbereich | Minister                      | Vizeminister                                   |
| --- | ----------------------------- | ---------------------------------------------- |
| Premierminister / Prime Minister | Pieter Willem Botha (NP)      |                                                |
| Agrarwirtschaft / Agriculture | Hendrik Schoeman (NP)         | Sarel Hayward (NP)                             |
| Arbeitskräfteeinsatz / Manpower Utilisation                                                                                           | Fanie Botha (NP)              |                                                |
| Finanzen / Finance | Owen Horwood (NP)             | Pietie du Plessis (NP)                         |
| Gesundheit und Sozialwesen und Renten / Health and Social Welfare and Pensions                                                        | LAPA Munnik (NP)              |                                                |
| Industrie- und Handels- und Verbraucherangelegenheiten / Industrial Affairs and Trade and Consumer Affairs                            | S. W. van der Merwe (NP)      |                                                |
| Justiz und Inneres / Justice and Interior                                                                                             | Alwyn Schlebusch (NP)         | für Inneres: S. F. Kotze (NP)                  |
| Internationale Angelegenheiten / Foreign Affairs                                                                                      | Pik Botha (NP)                |                                                |
| Öffentliche Arbeiten, Statistiken und Tourismus / Public Works, Statistics and Tourism                                                | Andries Treurnicht (NP)       |                                                |
| Kooperation und Entwicklung / Co-operation and Development                                                                            | Piet Koornhof (NP)            | George Morrison (NP) und Greyling Wentzel (NP) |
| Gemeinwesenentwicklung und Angelegenheiten der Coloured-Beziehungen und Inder / Community Development and Coloured and Indian Affairs | S. J. M. Steyn (NP)           | für Geweinwesenentwicklung: S. F. Kotze (NP)   |
| Polizei und Strafvollzug / Police and Prisons                                                                                         | Louis Le Grange (NP)          |                                                |
| Verteidigung und Nationale Sicherheit / Defence and National Security                                                                 | Pieter Willem Botha (NP)      | Kobie Coetsee (NP)                             |
| Bergbau und Umweltplanung und Energie / Mines, Environmental Planning and Energy                                                      | Frederik Willem de Klerk (NP) |                                                |
| Verkehrswesen / Transport | Chris Heunis (NP)             |                                                |
| Wasserangelegenheiten und Forsten / Water Affairs and Forestry                                                                        | Braam Raubenheimer (NP)       |                                                |
| Post- und Telekommunikationsdienste / Posts and Telecommunications                                                                    | H. H. Smit (NP)               |                                                |
| Bildung und Ausbildung / Education and Training                                                                                       | Ferdinand Hartzenberg (NP)    |                                                |
| Nationale Bildung und Sport und Erholung / National Education and Sport and Recreation                                                | T. N. H. Janson (NP)          |                                                |

## Neuorganisation von Regierungs- und Verwaltungsstrukturen
Mit der Regierungsbildung leitete Premierminister Botha eine umfassende Neuorganisation der Regierung und des öffentlichen Dienstes in die Wege. Der damit verbundene Prozess erstreckte sich über mehrere Monate.
Die bisherigen 24 Kabinettsausschüsse wurden auf 6 reduziert: Finanzen, Gesetzgebung und Parlamentsangelegenheiten, Inneres, Sozialwesen, Staatliche Sicherheit sowie Wirtschaft. Die Koordinierungsstelle dieser sechs Arbeitsbereiche war eine Neuheit im südafrikanischen Regierungsaufbau, ein Kabinetts-Sekretariat, dessen Leitung einem Staatssekretär aus der Kanzlei des Premierministers übertragen wurde.
Die verschiedenen Sicherheitsdienste, DONS, der polizeiliche und der militärische Nachrichtendienst, wurden durch das State Security Council koordiniert. Dessen Funktion bestand in der Modellierung eines schlüssigen Regierungshandelns auf den Handlungsfeldern der Landesverteidigung, des Sozialwesens, von Verfassungsangelegenheiten und der Wirtschaft. Dieses Konzept verkörperte als total national strategy die zentrale Maxime im Verlaufe der Amtsführung von Pieter Willem Botha. Zudem rückten militärische Fragen stärker als bisher in die interministeriellen Planungsabläufe.
Mit diesen Organisationsmaßnahmen vollzogen sich eine Straffung des öffentlichen Dienstes und eine Reduzierung der bisherigen Regierungsdienststellen von 40 auf 18 Departments. Die Erasmus Commission hatte im Vorfeld diesbezügliche Handlungsalternativen untersucht und Vorschläge der Regierung unterbreitet. Für mehrere langjährige Minister bedeuteten die eintretenden Veränderungen eine persönliche Neuorientierung.
Der bisherige Transportminister Muller gab sein Amt auf. Jimmy Kruger wurde Senatspräsident. Der bisherige Minister für Nationale Bildung Willem Adriaan Crywagen übernahm die Funktion des Administrators der Provinz Transvaal. Andries Treurnicht wurde Minister für Öffentliche Arbeiten, Statistik und Tourismus. Ferdinand Hartzenberg, bisher ein Ministerstellvertreter, übernahm den Bereich Bildung und Ausbildung. Neu in die Regierung war LAPA Munnik, der zuvor als Administrator die Kapprovinz regierte, und nun das Department Gesundheit, Sozialwesen und Pensionen übernahm. Es wurden zudem neue Ministerstellvertreter berufen. Für das Ressort Kooperation und Entwicklung waren das George Morrison und Greyling Wentzel. Im Verlaufe dieser Strukturreformen kam es zur Zusammenlegung der Fachbereiche für die indischstämmige und Coloured-Bevölkerung.
Die Stabsstelle der SABC, zuvor im Department für Nationale Bildung, gehörte die staatliche Medienanstalt nun zum Ressort Post und Telekommunikation. Der Bereich Justiz und Vollzugsanstalten wurde nun vom Ressort Polizei abgetrennt. Im November 1979 reduzierte man die Zahl der Ministerien auf 22, die nun von 18 Ministern geführt wurden. Im Kontext dieser Strukturveränderungen kam es zu einer umfassenden Novellierung bestehender Gesetze, die Zusammenführung und Vereinfachung sowie Aufhebung veralteter Rechtsvorschriften mit sich brachte. Eine einberufene Kommission zur Reformierung des öffentlichen Dienstes verfolgte das Ziel seiner Verschlankung und besseren Bezahlung der Beschäftigten. Drei Unternehmensführer wurden zu Kommissionsmitgliedern ernannt.
Zudem berief die Regierung vier Führungskräfte der Wirtschaft in Schlüsselpositionen des öffentlichen Dienstes. Das waren J. Maree – CEO von Barlow Rand, D. Goss – CEO der SA Breweries, J. H. van der Horst – Vorsitzender von Old Mutual sowie W. J. de Villiers – der Vorsitzende von General Mining.